# Dan Tulpan
Dan Tulpan (n. 10 iunie 1957, București, România) este un fotbalist român retras din activitate, devenit apoi președinte al clubului FC Gloria Buzău. A îndeplinit și o parte dintr-un mandat de senator al României în legislatura 1992-1996, ales în județul Buzău pe listele FDSN. Dan Tulpan l-a înlocuit pe senatorul Vasile Ion de la data de 5 octombrie 1993 în cadrul PDSR. În cadrul activității sale parlamentare, Dan Tulpan a fost membru în comisia pentru sănătate publică și în comisia pentru muncă, familie și protecție socială.

## Legaturi externe
- Dan Tulpan Arhivat în 23 august 2016, la Wayback Machine. la cdep.ro